# Imiennicy
Imiennicy (ang. Johns) – amerykański dramat romantyczny w reżyserii Scotta Silvera.

## Fabuła
Film zaczyna się w Wigilię Bożego Narodzenia, w dzień przed 21 urodzinami Johna. Jest męską prostytutką przy ul Santa Monica w Los Angeles i chce tam spędzić tę noc, a następnego dnia w eleganckim hotelu Park Plaza. Oszukał lokalnego dilera narkotyków, aby zapłacić rachunek, ale kiedy tego ranka śpi, ktoś kradnie mu buty z pieniędzy. Tymczasem Donner chce, aby John wyjechał z nim do Camelot, parku rozrywki w Branson w stanie Massachusetts, gdzie będą pracować jako ratownicy. John spędza dzień, próbując zebrać pieniądze na hotel, uniknąć Jimmy'ego Warlocka, uspokoić przyjaciółkę i wymyślić, jak poradzić sobie z przyjaźnią Donnera.

## Obsada
- David Arquette jako John
- Lukas Haas jako Donner
- Tony Epper jako Święty Mikołaj
- John C. McGinley jako Danny Cohen
- Keith David jako Homeless John
- Wilson Cruz jako Mikey
- Joshua Schaefer jako David
- Sydney Lassick jako Al
- Chris Gartin jako Eli
- Ruth Silver jako Mama
- Alanna Ubach jako Nikki
- N'Bushe Wright jako X-Mas Junkie
- Richard T. Jones jako Mr. Popper
- Richard Kind jako Paul Truman
- Elliott Gould jako Manny Gould
- Harper Roisman jako Stary Człowiek
- Terrence Howard jako Czarodziej Jimmy
- Nicky Katt jako Mix
- Louis Mustillo jako John Wayne
- Arliss Howard jako John Cardoza
- Nina Siemaszko jako Prostytutka Tiffany
- Kurtis Kunzler jako Hustler at Payphone
- Craig Bierko jako Świąteczny kaznodzieja w radiu

i inni